# Vicente Ten Oliver
Vicente Ten Oliver (Valencia, 19 de abril de 1966) es un político español. Fue diputado de Ciudadanos en el Congreso de los Diputados durante la XI, XII y XIII legislatura de España.

## Biografía
Nacido en Valencia en 1966, Ten es licenciado en Ciencias Económicas y Empresariales y posee un máster ejecutivo en gestión de empresas por la Universidad Politécnica de Valencia. Posteriormente, cursó el máster en tributación del Centro de Estudios Financieros.
Inició su carrera profesional en 1990 como economista en el sector privado, en una empresa del sector del caucho de Paterna. En 1999, abandonó dicha empresa para constituir su propia sociedad del sector industrial sita en Ribarroja.
En 2005, tras opositar, se convirtió en funcionario de carrera del Estado, ejerciendo primero como agente de la Hacienda pública y, posteriormente, como técnico de Hacienda, cargo que ocupó hasta que tuvo que pedir una excedencia tras ser elegido diputado.

## Carrera política
Afiliado a Ciudadanos desde el 1 de diciembre de 2014, Ten se convirtió en el candidato de la formación naranja por Valencia tras haber sido elegido en primarias.
Tras las Elecciones Generales de 2015, Ten se convirtió en diputado del partido de Albert Rivera en el Congreso junto al número dos de la lista, Toni Cantó. Durante la brevísima legislatura, Ten ejerció de portavoz en las comisiones de Hacienda y Administraciones Públicas y la Mixta para las Relaciones con el Tribunal de Cuentas. Fue, además, portavoz adjunto en las comisiones de Economía y Competitividad y Presupuestos.
Ten fue reelegido diputado del congreso en las Elecciones Generales de 2016 y en las Elecciones Generales de abril de 2019 cuando el partido alcanzó su pico álgido de votos; tras la corta legislatura durante la cual volvió a ser portavoz de Hacienda, Ten Oliver perdió su escaño en las Elecciones generales de noviembre de 2019 cuando Ciudadanos perdió a casi el 80% de su presencia en el congreso.